# Ufficio delle Nazioni Unite per gli affari umanitari
L'Ufficio per gli affari umanitari (in sigla OCHA dall'inglese Office for the Coordination of Humanitarian Affairs) è un ufficio delle Nazioni Unite.
È stato istituito nel 1991 dall'assemblea generale come accorpamento dell'Ufficio del coordinatore delle Nazioni Unite per i disastri naturali, creato nel 1971, e del Dipartimento per gli affari umanitari, creato nel 1972.
L'ufficio venne creato per dare un più efficace e rapido intervento durante le crisi umanitarie e coordinare le agenzie ONU durante le catastrofi per fornire una risposta omogenea alle emergenze.
L'OCHA è composta da 860 funzionari divisi tra New York, Ginevra e le zone d'emergenza.
L'ufficio è diretto dal sottosegretario generale delle Nazioni Unite con delega agli affari umanitari e alla coordinazione delle emergenze, carica occupata dal 9 ottobre 2021 dal diplomatico britannico Thomas Fletcher.
Il budget annuale dell'ufficio è di circa 110 milioni di dollari, in maggior parte donati dagli stati membri.